# Frente Povo sem Medo
A Frente Povo sem Medo (FPSM) é uma organização política brasileira associada à esquerda e que se posiciona contra o conservadorismo. Foi criada em 2015 a fim da rearticulação da esquerda brasileira, da sustentação do Governo Dilma Rousseff e da negação ao pedido de impedimento de Rousseff. Posteriormente, se dedicou à mobilização contra o Governo Michel Temer e as suas propostas de reforma trabalhista e previdenciária e, durante o segundo turno da eleição presidencial em 2018, participou da campanha da chapa Fernando Haddad-Manuela d'Ávila. Dentre as várias organizações que a integra, destaca-se o protagonismo do Movimento dos Trabalhadores Sem Teto (MTST).

## História
Um conjunto de entidades de movimentos sociais, sem-teto, juvenis, sindicais e religioso convocou para a formação da frente e realizaram seu ato de lançamento em ato no dia 8 de outubro de 2015 na cidade de São Paulo. Assim foi formada com a pauta inicial comum de contestações às políticas econômicas guiadas pela austeridade fiscal (ajuste fiscal) durante o segundo mandato presidencial de Dilma Rousseff. No mesmo contexto, com prioridades distintas, já havia sido formada outra frente, a Frente Brasil Popular, com a participação de partidos políticos e mais dedicada. à época, a opor-se ao impedimento do mandato da presidenta Dilma Rousseff. Sua fundação teve por motivação “recuperar as ruas”, diante da avaliação de que manifestações de rua teriam sido tomadas pela direita política após as Jornadas de Junho, em 2013.
A convocação para o lançamento foi feita pela MTST, Brigadas Populares, Central Única dos Trabalhadores (CUT), Central dos Trabalhadores e Trabalhadoras do Brasil (CTB), Intersindical – Central da Classe Trabalhadora, União Nacional dos Estudantes (UNE), União Brasileira dos Estudantes Secundaristas (Ubes), Associação Nacional dos Pós Graduandos (ANPG), Federação Nacional dos Estudantes do Ensino Técnico (Fenet), União de Núcleos de Educação Popular para Negras, Negros e Classe Trabalhadora (Uneafro), Círculo Palmarino, Unegro, Igreja Povo de Deus em Movimento (IPDM), União da Juventude Socialista (UJS), Rua – Juventude Anticapitalista, Coletivo Juntos, União da Juventude Rebelião (UJR), Juventude Socialismo e Liberdade (JSOL), Coletivo Construção, Movimento de Luta nos Bairros, Vilas e Favelas (MLB), Mídia Ninja, Coletivo Cordel, União Brasileira de Mulheres (UBM), Bloco de Resistência Socialista e Rede Emancipa de Educação Popular.
Em abril de 2018, organizou a ocupação do apartamento triplex do Guarujá, imóvel cuja propriedade foi atribuída a Luiz Inácio Lula da Silva nas investigações da Operação Lava Jato. Em contestação às acusações criminais que levaram à prisão de Lula da Silva, manifestantes carregavam bandeiras do MTST e faixas em que estava escrito "Povo Sem Medo” e “Se é do Lula é nosso". Na eleição presidencial em 2018, sua atuação na rede social virtual Facebook foi marcada, principalmente, pelas convocações para manifestações de rua e apresentação de repercussões das mobilizações promovidas. No segundo turno, participou da campanha da chapa formada por Fernando Haddad (afiliado ao Partido dos Trabalhadores) e Manuela d'Ávila (afiliada ao Partido Comunista do Brasil).
A página da organização no Facebook contava com 54 371 perfis seguidores em janeiro de 2020.
Em setembro de 2021, participou de protesto contra a fome no Brasil e contra o agravamento dela por parte do Governo Jair Bolsonaro. O protesto foi feito no edifício-sede da bolsa de valores B3, em São Paulo, em função de que no mesmo período e em meio à pandemia de COVID-19 cresceu a quantidade de pessoas bilionárias. Meses antes, em Vitória, a frente iniciou uma campanha de financiamento para construção de cozinha para fornecimento de refeições gratuitas na Paróquia Santa Teresa de Calcutá, no bairro de Itararé.